# Білль про емансипацію католиків
Білль про емансипацію католиків — законодавчий акт, прийнятий британським парламентом 24 березня 1829 року. Білль суттєво розширив політичні права католиків Сполученого королівства.

## Історія
Акт про унію, що об'єднав Велику Британію та Ірландію у Сполучене королівство, надав депутатам від Ірландії місця у парламенті Великої Британії. Однак чинний на той час Акт про присягу не дозволяв католикам займати державні посади, оскільки вимагав складання присяги, несумісної з католицькими догматами. При цьому переважну більшість населення Ірландії складали католики.
У 1823 році Деніел О’Коннелл, один з ірландських політичних лідерів, заснував Католицьку асоціацію, метою якої була емансипація католиків. У 1828 році О'Коннел був обраний депутатом палати громад від графства Клер, однак через Акт про присягу він не був допущений до участі у засіданнях парламенту. Тоді прем'єр-міністр Веллінгтон разом із секретарем внутрішніх справ Пілем, остерігаючись громадянських заворушень, розробили білль, який розширював права католиків. 24 березня 1829 року біль було прийнято парламентом, а 13 квітня — санкціоновано королем.

## Зміст білля
Католики отримали право займати державні посади, в тому числі право бути депутатами в парламенті. Для них було написано спеціальний текст присяги. Деякі вищі посади, однак, все ще були закритими для католиків. Відповідно до закону, особа, що сповідує католицизм, не може бути лордом-канцлером, монархом, регентом, лордом-лейтенантом Ірландії чи лордом-хранителем Великої печатки. Закон також забороняв католицьким священикам носити своє вбрання за межами церков і приватних будинків. Єзуїтам та представникам інших католицьких орденів було вказано залишити Британію упродовж шести місяців.
Католики все ще мали сплачувати податки на користь Церкви Ірландії. У подальшому ця обставина призвела до так званої «війни проти десятини».
Одночасно з ухвалою білля уряд збільшив в Ірландії майновий ценз, необхідний для участі в голосуванні, з 40 шилінгів до 10 фунтів, що різко скоротило кількість виборців.